# Ivica Vastić
Ivica Vastić (ur. 29 września 1969 w Splicie) – austriacki piłkarz pochodzenia chorwackiego i trener Austrii Wiedeń w latach 2011–2012.

## Kariera piłkarska
Zaczynał karierę w Chorwacji w lokalnych klubach Jugovinil (obecnie GOŠK Adriachem) i RNK Split, następnie przeniósł się do Austrii do Vienna FC w 1991. Potem grał kolejno w VSE St. Pölten, Admira Wacker Mödling, MSV Duisburg w Niemczech, Sturm Graz, w którym grał przez osiem lat między 1994 a 2002, Nagoya Grampus Eight w Japonii, oraz Austrii Wiedeń. 30 maja 2005 podpisał kontrakt z drugoligowym wtedy LASK Linz, gdzie grał jako kapitan.
Vastić dostał obywatelstwo Austrii w 1996 i następnie występował w reprezentacji Austrii. Rozegrał w niej 46 meczów zdobywając 12 goli. Zadebiutował w wygranym 1:0 meczu ze Szwajcarią 27 marca 1996, pierwszego gola natomiast zdobył w swoim piątym występie przeciwko Estonii. Został wyróżniony mianem piłkarza roku w Austrii 1995, 1998, 1999 i 2007 roku. Był najlepszym strzelcem austriackiej Bundesligi w 1996 i 2000. Vastić grał we wszystkich trzech meczach, które reprezentacja Austrii rozegrała podczas finałów mistrzostw świata we Francji w 1998 strzelając wyrównującego gola reprezentacji Chile. Austria została wyeliminowana z turnieju już po pierwszej rundzie z dwoma remisami i jedną porażką. Otrzymał powołanie na finałowy turniej Euro 2008.

## Kariera trenerska
Od 21 grudnia 2011 do 21 maja 2012 trener klubu Austria Wiedeń.

## Osiągnięcia
- 2 x Mistrz Austrii (ze Sturmem Graz): 1998, 1999
- 4 x Zdobywca Pucharu Austrii (3 x ze Sturmem Graz, 1 x z Austrią Wiedeń):): 1996, 1997, 1999, 2005
- 4 x Zdobywca Superpucharu Austrii: 1996, 1998, 1999
- 2 x Król strzelców austriackiej Bundesligi: 1996 (20 goli) i 2000 (32 gole)
- 2 x Król strzelców austriackiej drugiej ligi: 2006 (19 goli) i 2007 (23 gole)
- 1 x Awans do austriackiej Bundesligi: 2007
- 3 x Uczestnik grupowej fazy Ligi Mistrzów (ze Sturmem Graz): 1998, 1999, 2000
- 1 x Awans do drugiej fazy grupowej Ligi Mistrzów (ze Sturmem Graz): sezon 2000/2001
- 4 x Piłkarz roku w Austrii: 1995, 1998, 1999, 2007
- 1996 – 2005 – 46 meczów i 12 goli w reprezentacji Austrii
- 1998 – Uczestnik finałów mistrzostw świata we Francji (faza grupowa)
- 2008 – Uczestnik finałów mistrzostw europy w Austrii i Szwajcarii (faza grupowa)